# Adam Freeland
Adam Freeland – brytyjski DJ i producent muzyczny utożsamiany z muzyką breakbeat, aktualnie mieszkający w Brighton. Jeden z członków duetu Tsunami One.
Jego utwory pojawiły się w ścieżce dźwiękowej do filmu Animatrix oraz w grze wideo Rez.

## Dyskografia

### Albumy
- 1996 Coastal Breaks - Vol 1
- 1998 Coastal Breaks - Vol 2
- 2000 Tectonics
- 2001 On Tour
- 2003 Now and Them (jako Freeland)
- 2004 Fabric Live 16
- 2005 Back to Mine
- 2007 Global Underground 032: Mexico City
- 2009 Cope
- 2010 Cope Remixed

### Single
- Tsunami One - Number 43 With Steamed Rice Please
- Tsunami One & BT - Hip Hop Phenomenon
- Freeland & Beber street technique - Down
- Freeland - We Want Your Soul (2003)
- Freeland - Supernatural Thing
- Freeland, Wink & Middleton – Rise Above
- Freeland – Heel n Toe
- Freeland – Mind Killer
- Adam Freeland – Silverlake Pills
- Adam Freeland-Hate-E.P

### Remixy
- The Orb - Little Fluffy Clouds
- Aquasky - Bodyshock
- Tales From The Hardside - Chemical Breakdown
- Orbital - Nothing Left
- Planet Funk - Chase The Sun
- Infusion - Better World
- Ils - Cherish
- Kayode Olajide - Olufela
- Kelis – Trick Me
- Killa Kela - Secrets
- Kim - Wet N Wild
- K-Swing + Beber - This Is The Sound
- Nirvana – Smells Like Freeland
- The White Stripes - Seven Nation Freeland
- Pressure Drop - Warrior Sound
- Pressure Drop - Your Mine
- Pink - Trouble
- Protocol – She Waits For Me
- Sarah Vaughn – Fever
- B-Movie - Nowhere Girl
- Telemen - In All Nothing
- The Doors – Hello I Love You
- Shiny Toy Guns - You are the one
- Fujiya & Miyagi - Ankle Injuries
- Fluke - Absurd
- The Prodigy - Mindfields (Adam Freelands Circle - Mix)
- Marlena Shaw - California Soul (jako FEAR lub AREA 05, utwór zawarty w ścieżce dźwiękowej gry Rez)
- Marilyn Manson - You And Me And The Devil Makes 3 (Adam Freeland Remix)
- Silversun Pickups - Lazy Eye